# Ctenus guantanamo
Ctenus guantanamo är en spindelart som först beskrevs av Alayón 200.  Ctenus guantanamo ingår i släktet Ctenus och familjen Ctenidae.
Artens utbredningsområde är Kuba. Inga underarter finns listade i Catalogue of Life.